# Prabhudas Gandhi
Prabhudas Gandhi (4 tháng 12 năm 1901 - 6 tháng 5 năm 1995) là một nhà văn và dịch giả người Ấn Độ tiếng Gujarat.  Ông đã được trao giải Narmad Suvarna Chandrak (1948) cho cuốn sách Jivannu Parodh (n.đ. 'Bình minh của cuộc sống').

## Tiểu sử
Prabhudas Gandhi sinh vào ngày 4 tháng 12 năm 1901 tại Porbandar (nay thuộc Gujarat, Ấn Độ). Năm 1902, cha ông là Chhaganlal Gandhi và chú Maganlal Gandhi đến Nam Phi. Prabhudas cũng đến Nam Phi cùng mẹ vào năm 1905. Ông đã trải qua thời thơ ấu của mình tại Phoenix Ashram. Năm 1914, ông trở lại Ấn Độ và học tại Gurukul Kangadi, Haridwar và Santiniketan. Năm 1915, Mahatma Gandhi trở lại Ấn Độ và thành lập Kochrab Ashram tại Ahmedabad. Prabhudas là một trong 25 môn đồ đầu tiên của Ashram. Năm 1917, ông tham gia Champaran Satyagraha và có chuyến tham quan Bihar cùng với Gandhi và Kasturba. Trong phong trào Bất hợp tác năm 1921, ông đã hợp tác với Mamasaheb Phalke ở Godhra để nâng cao tinh thần của những công nhân môi trường ở đây.
Ông đã hợp tác với Gulzarilal Nanda trong cuộc đình công của công nhân nhà máy ở Ahmedabad. Sau này, ông làm trợ giảng với Jugatram Dave tại Bardoli Swaraj Ashram ở Nam Gujarat. Ông đã phát minh ra một loại guồng quay tơ mới có thể hoạt động bằng chân của người dùng. Ông đặt tên nó là "Magan Charkha" để tưởng nhớ người chú của mình là Maganlal Gandhi.
Năm 1928, ông bị bỏ tù sáu tháng và bị biệt giam tại Belgaum vì tham gia vào Bardoli Satyagraha do Vallabhbhai Patel cầm đầu. Năm 1929, khi được chẩn đoán mắc bệnh lao, ông đã nghe theo lời khuyên của Gandhi và chuyển đến Almora trên dãy Himalaya. Năm 1933, ông kết hôn với Ambadevi tại Women's Ashram, Wardha. Đám cưới có sự tham gia của Gandhi và Kasturba. Trong Phong trào Thoát Ấn năm 1942, Prabhudas bị kết án hai năm rưỡi tù giam và bị đưa đến nhà tù Bareilly. Năm 1946, ông làm việc chặt chẽ với chính phủ và các tổ chức tình nguyện ở các vùng nông thôn của Delhi và Uttar Pradesh. Ông cũng làm việc cho phong trào Bhoodan của Vinoba Bhave.
Vào ngày 6 tháng 5 năm 1995, ông qua đời tại Gram Swaraj Mandal tại Pardi, quận Rajkot ở tuổi 93.

## Sáng tác văn học
Ấn phẩm tự truyện của Gandhi có tên Jivannu Parodh đã được trao giải Narmad Suvarna Chandrak. Ông đã dịch cuốn tự truyện của Rajendra Prasad bằng tiếng Gujarat với tên gọi Mari Jivankatha (1950). Tuổi thơ tôi với Gandhiji (1957), Gitaka Samajdharma, Ootabapa no Vadlo (1972) - một cây phả hệ của dòng họ Gandhi và Ashram Bhajano no Swadhyaya (1978) là những tác phẩm đã xuất bản khác của ông. Cuốn sách Bapu na Jugatrambhai của ông ghi lại mối quan hệ giữa Gandhi và Jugatram Dave.

## Giải thưởng và danh hiệu
Ông đã được trao giải Narmad Suvarna Chandrak (1948) cho cuốn sách Jivannu Parodh của ông.